# Martina Batič

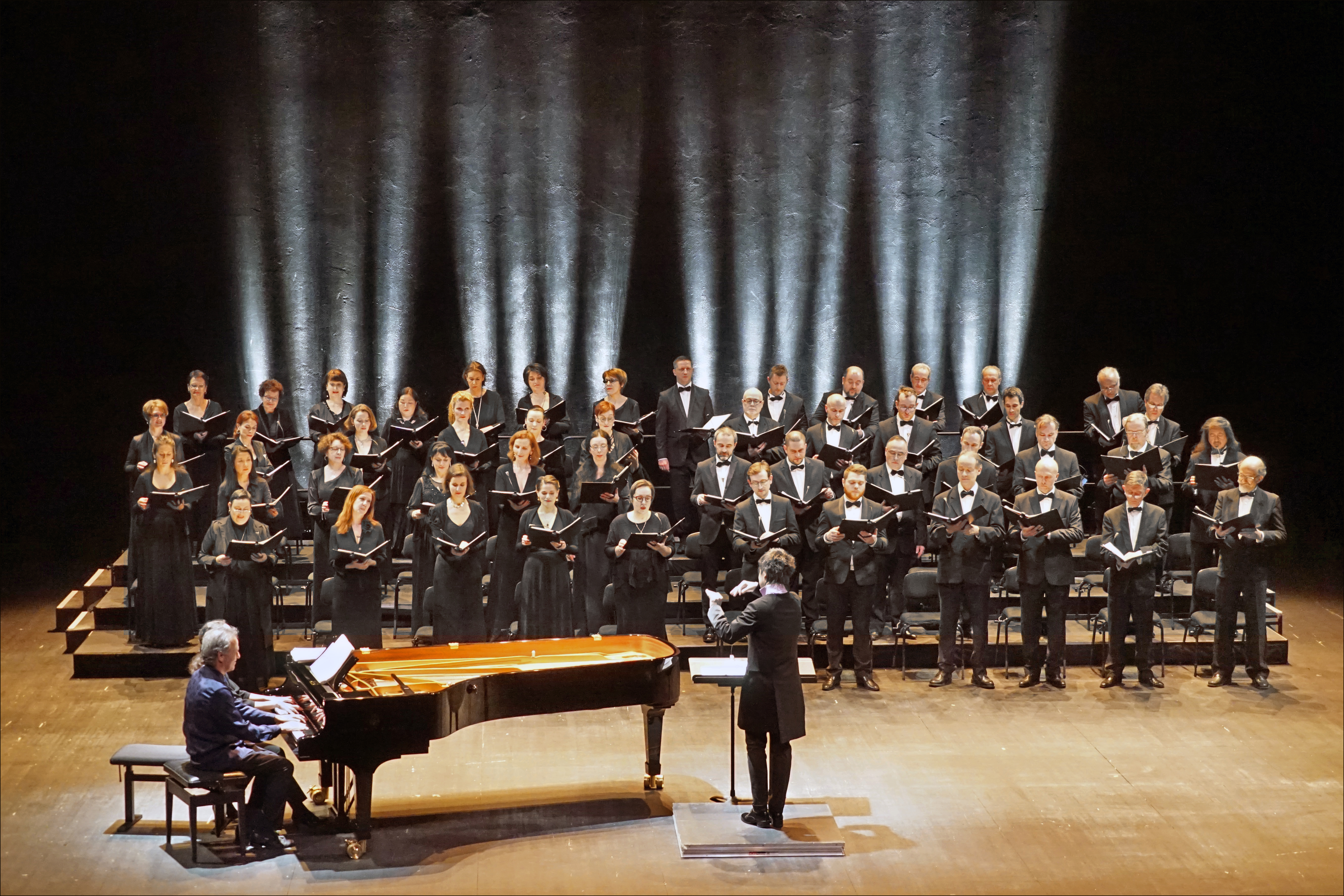
Martina Batič dirigiert den Chœur de Radio France (2019)

Martina Batič (* 13. September 1978 in Šempeter, Slowenien) ist eine slowenische Chorleiterin.

## Leben
Martina Batič erwarb 2002 einen Bachelor of Music an der Musikakademie der Universität Ljubljana. Sie setzte ihr Studium an der Hochschule für Musik und Theater München in der Klasse von Michael Gläser fort, wo sie 2004 ihr Masterstudium in Chorleitung abschloss. Sie besuchte Meisterkurse in ganz Europa und arbeitete mit Chordirigenten wie Eric Ericson zusammen.
Von 2004 bis 2009 war Martina Batič künstlerische Leiterin des Chors der Oper Ljubljana. Danach war sie künstlerische Leiterin des Slowenischen Philharmonischen Chors.
Sie war von 2018 bis 2022 Chefdirigentin des Chœur de Radio France. Für die Saison 2023/2024 übernahm sie die Position der Chefdirigentin des dänischen Vokalensemble DR VokalEnsemblet in Kopenhagen. Seit September 2024 ist sie Chefdirigentin des Gulbenkian-Chores in Lissabon.
Martina Batič stand bereits am Pult des RIAS Kammerchors, des Rundfunkchors Berlin, des Chors des Bayerischen Rundfunks, des MDR-Rundfunkchors, des SWR Vokalensembles, des Chorwerks Ruhr sowie des Eric Ericson Kammerchors und des Schwedischen Rundfunkchors. Häufig ist sie Jurymitglied bei Chorwettbewerben wie dem Internationalen Kammerchor-Wettbewerb Marktoberdorf.
Martina Batič hat Konzerte bei Musikfestivals wie Baltic Sea Festival Stockholm, Ultima Oslo, Chorégies d'Orange, Montpellier, Saint-Denis und Présences Paris dirigiert. 2018 dirigierte sie den Schwedischen Rundfunkchor in einem Konzert anlässlich des 100. Geburtstags von Eric Ericson.

## Preise und Auszeichnungen
- 2006: Gewinnerin des Eric-Ericson-Wettbewerbs[9]
- 2019: Slowenischer Nationalpreis Prešeren Fund Prize[10]